# Азербайджанське вище військове училище імені Гейдара Алієва
Азербайджанське вище військове училище ім. Гейдара Алієва (азерб. Heydər Əliyev adına Hərbi İnstitut) — військове училище в місті Баку, Азербайджан.

## Історія
Засновано 1920 року на базі командирських курсів, які було перетворені в збірне училище командного складу, а потім Першу азербайджанську військову школу. Згодом навчальний заклад неодноразово змінював назву.
У 1924 році перейменоване в Закавказьку військово-підготовчу школу РСЧА (прототип суворівського училища), а в листопаді 1939-го ЗВПШ реорганізовано у середній військово-навчальний заклад — Бакинську піхотну школу комскладу РСЧА імені Орджонікідзе з трирічним терміном навчання (пізніше — Бакинське піхотне училище).
У березні 1954 року черговий раз перейменоване в Бакинське військове училище, а в 1958-му — Бакинське вище загальновійськове командне училище імені Верховної Ради Азербайджанської РСР.
Після здобуття Азербайджаном Незалежності училище отримало нинішню назву. Тепер воно готує офіцерів для Збройних сил країни. Серед випускників училища багато відомих радянських та азербайджанських воєначальників.

## Випускники
- Асланов Ази Ахад-огли — радянський військовик, гвардії генерал-майор танкових військ (1944), двічі Герой Радянського Союзу.
- Воробйов Едуард Аркадійович — радянський та російський військовий діяч. Генерал-полковник. Депутат Верховної Ради УРСР 11 скликання. Командувач Центральної групою військ у Чехословаччині (1987–1991).
- Оганян Сейран Мушегович — військовий діяч Республіки Вірменія та Нагірно-Карабаської Республіки. Міністр Оборони Республіки Вірменія. У 2007-2008 роках — начальник Генштабу ЗС Вірменії, у 1999-2007 роках був міністром оборони Нагірно-Карабаської Республіки.
- Смірнов Юрій Іванович — український військовослужбовець-розвідник, полковник запасу, учасник війни в Афганістані (1981—1983).
- Соркін Ігор В'ячеславович — голова Національного банку України.
- Тер-Тадевосян Аркадій Іванович — вірменський військовий діяч, генерал-майор.